# 沈德符
沈德符（1578年—1642年），字景倩，又字虎臣，浙江嘉兴府秀水县人，明朝文學家，舉人出身。

## 生平
萬曆六年（1578年）生於京師府邸，入學國子監，萬曆四十六年（1618年）登戊午科順天鄉試舉人。精音律，熟諳掌故，仿欧阳修《归田录》之体例，随笔记录。入學至中舉期間編《萬曆野獲編》廿卷，歸鄉後續撰《萬曆野獲編》續编十卷，多記萬曆以前朝掌故，並保存有關戲曲小說資料，另著有《清權堂集》、《敝帚軒剩語》三卷、《顧曲雜言》一卷、《飛鳧語略》一卷，《秦璽始末》一卷。

## 家族
- 曾祖父沈謐，字靖夫，號石雲，嘉靖八年（1529年）己丑科進士，官至湖广布政司右参议。
- 祖父沈启原，字道初，號霓川，嘉靖三十八年（1559年）己未科進士，官至陝西按察使司副使。
- 父沈自邠，字茂仁，號幾軒，又號茂秀，萬曆五年（1577年）丁丑科進士，選庶吉士授檢討，萬曆十五年（1587年）重修《大明會典》，以翰林院檢討參與會典纂修，[1]。著有《尚书衷引》、《诗文集》、《归省述征》。[2]